# Mondo (cinéma)
Pour les articles homonymes, voir Mondo.
Le cinéma mondo (en anglais mondo film, ou mondo movie) est un genre de cinéma d'exploitation caractérisé par une approche pseudo-documentaire très crue, dont le montage et le choix des images mettent en avant un aspect racoleur ou choquant du thème (en privilégiant par exemple l'exotisme, le sexe et la violence). Selon l'universitaire Mark Goodall, le cinéma mondo se rapproche parfois du cinéma colonial en dispensant un regard exoticisant et paternaliste sur son sujet.
Les instigateurs du genre furent Paolo Cavara, Gualtiero Jacopetti et Franco Prosperi avec leur film Cette chienne de vie (Mondo cane), présenté au Festival de Cannes 1962 et la plupart des mondo sont produits en Italie. Des réalisateurs américains tels que John Waters (Mondo Trasho) et Russ Meyer (Mondo Topless (en)) réalisèrent des mondo orientés sexualité. Le film Face à la mort (Faces of Death) et ses séries dérivées montrent crûment des scènes de mort. Les frères Alfredo et Angelo Castiglioni se concentrèrent plus particulièrement sur l'Afrique et ses rites, ce qui a soulevé des accusations d'ethnocentrisme et de racisme.

## Filmographie

### Années 1950
- Nuits d'Europe (Europa di notte), d'Alessandro Blasetti (1958)
- Les Nuits du monde (Il mondo di notte), de Luigi Vanzi (1959)

### Années 1960
- Tous les plaisirs du monde (Il mondo di notte numero 2), de Gianni Proia (1961)
- America di notte (it), de Giuseppe Maria Scotese (1961)
- Mondo caldo di notte (it), de Renzo Russo (1961)
- Cette chienne de vie (Mondo cane), de Gualtiero Jacopetti, Paolo Cavara, Franco Prosperi. (1962)
- Le città proibite (it), de Giuseppe Maria Scotese (1962)
- Il paradiso dell'uomo (it), de Giuliano Tomei (1962)
- Sexy al neon (it), d'Ettore Fecchi (de) (1962)
- I piaceri nel mondo (it), de Vinicio Marinucci (it) (1962)
- La Femme à travers le monde (La donna nel mondo), de Franco Prosperi, Paolo Cavara, Gualtiero Jacopetti. (1963)
- L'Incroyable Vérité (Mondo cane 2), de Franco Prosperi et Gualtiero Jacopetti (1963)
- Monde de nuit (Il mondo di notte numero 3), de Gianni Proia (1963)
- Il pelo nel mondo (it), d'Antonio Margheriti (1963)
- Mondo nudo (it), de Francesco De Feo (1963)
- Voluptés diaboliques (Tentazioni proibite) d'Osvaldo Civirani (1963)
- Mondo infame (it), de Roberto Bianchi Montero (1963)
- 90 notti in giro per il mondo (it), de Mino Loy (1963)
- I tabù (it), de Romolo Marcellini (1963)
- Sexy nel mondo (it), de Roberto Bianchi Montero (1963)
- Sexy nudo (it), de Roberto Bianchi Montero (1963)
- Ce monde interdit (Questo mondo proibito), de Fabrizio Gabella (de) (1963)
- Africa sexy (it), de Roberto Bianchi Montero (1963)
- Sexy magico (it), de Luigi Scattini (1963)
- Sexy al neon bis (it), d'Ettore Fecchi (de) (1963)
- Il piacere et il mistero, d'Enzo Peri (it) (1964)
- Ecco il finimondo (it), de Paolo Nuzzi (en) (1964)
- Mondo balordo (it), de Roberto Bianchi Montero (1964)
- Le schiave esistono ancora (it), de Roberto Malenotti, Maleno Malenotti (it) et Folco Quilici (1964)
- I malamondo (it), de Paolo Cavara (1964)
- Nudo, crudo e... (it), d'Adriano Bolzoni et Francesco De Feo (1964)
- Africa - Sapore di sangue, sapore di morte (Kwaheri: Vanishing Africa), de Thor L. Brooks et Byron Chudnow (1964)
- Canzoni nel mondo (it), de Vittorio Sala (1965)
- Nude, calde et pure, de Virgilio Sabel (it) et Lambert Santhe (1965)
- Adieu Afrique (Africa addio), de Franco Prosperi et Gualtiero Jacopetti (1966)
- Mondo Topless (it), de Russ Meyer (1966)
- I tabù 2 - I miti del mondo (it), de Romolo Marcellini (1966)
- Mondo pazzo... gente matta!, de Renato Polselli (1966)
- Acid - Delirio dei sensi (it), de Giuseppe Maria Scotese (1967)
- America paese di Dio (it), de Luigi Vanzi (1967)
- Mal d'Africa (it), de Stanislao Nievo (1967)
- Mondo Hollywood (en), de Robert Carl Cohen (1967)
- Suède, enfer et paradis (Svezia, inferno e paradiso), de Luigi Scattini (1968)
- Le dieci meraviglie dell'amore, de Sergio Bergonzelli (1968)
- Inghilterra nuda (it), de Vittorio De Sisti (1968)
- L'altra faccia del peccato, de Marcello Avallone (1969)
- Mille peccati... nessuna virtù (it), de Sergio Martino (1969)
- Africa segreta (it), d'Angelo et Alfredo Castiglioni (de) (1969)

### Années 1970
- Angeli bianchi... angeli neri, de Luigi Scattini (1970)
- L'Amérique à nu (America così nuda, così violenta), de Sergio Martino (1970)
- Dove non è peccato (it), d'Antonio Colantuoni (de) (1970)
- Riti segreti (it), de Gabriella Cangini (de) (1970)
- Dipingi di giallo il tuo poliziotto, de Pier Francesco Pingitore (1970)
- Des insectes et des hommes (The Hellstrom Chronicle), de Walon Green et Ed Spiegel (1971)
- Questo sporco mondo meraviglioso, de Mino Loy (1971)
- Africa ama (it), d'Angelo et Alfredo Castiglioni (1971)
- Les Négriers (Addio zio Tom), de Gualtiero Jacopetti, Franco Prosperi (1971)
- I segreti delle città più nude del mondo (it), de Luciano Martino (1971)
- Mondo erotico (it), de Filippo Walter Ratti (1972)
- Quando l'amore è oscenità (it), de Renato Polselli (1973)
- Rivelazioni di uno psichiatra sul mondo perverso del sesso (it), de Renato Polselli (1973)
- Mondo Freudo (it), de Robert Lee Frost (en) (1974)
- Il dio sotto la pelle, de Folco Quilici et Carlo Alberto Pinelli (it) (1974)
- Les Derniers Cris de la savane (Ultime grida dalla savana), d'Antonio Climati et Mario Morra (1974)
- Sexe au confessionnal (Sesso in confessionale), de Vittorio De Sisti (1974)
- Africa nuda, Africa violenta (it), de Mario Gervasi (1974)
- Nuova Guinea, l'isola dei cannibali (it), d'Akira Ide (1974)
- Shocking Asia (en), de Rolf Olsen (1974)
- Mondo candido, de Gualtiero Jacopetti et Franco Prosperi (1975)
- Magia nuda (it), d'Angelo et Alfredo Castiglioni (1975)
- Face d'espion CIA (Faccia di spia) de Giuseppe Ferrara (1975)
- Follow Me, suivez-moi (Follie di notte), de Joe D'Amato (1976)
- Mondo porno oggi (it), de Giorgio Mariuzzo (en) (1976)
- Savana violenta (it), d'Antonio Climati et Mario Morra (1976)
- Mondo di notte oggi (it), de Gianni Proia (1976)
- Le notti porno nel mondo (it), de Bruno Mattei (1977)
- L'Italia in pigiama (it), de Guido Guerrasio (1977)
- Questa è l'America (This Is America), de Romano Vanderbes (1977)
- In diretta: la fine del mondo (Catastrophe), de Larry Savadove (1977)
- Tomboy - I misteri del sesso (it), de Claudio Racca (1977)
- Uomo, uomo, uomo (it), de Lionetto Fabbri (it) (1977)
- Face à la mort (Faces of Death), de John Alan Schwartz (1978)
- Savana selvaggia (Brutes and Savages), d'Arthur Davis (1978)
- Addio ultimo uomo (it), d'Angelo et Alfredo Castiglioni (1978)
- Formula Uno - La febbre della velocità, d'Ottavio Fabbri (it), Mario Morra et Oscar Orefici (1978)
- Mr. Mike's Mondo Video (en), de Michael O'Donoghue (en) (1979)
- Des morts (it), de Jean-Pol Ferbus, Dominique Garny et Thierry Zéno (1979)

### Années 1980
- Une fille pour les cannibales (Mondo cannibale), de Jesús Franco (1980)
- Pole Position - I guerrieri della Formula 1, d'Oscar Orefici (1980)
- Sesso perverso, mondo violento (it), de Bruno Mattei (1980)
- Questa è l'America 2 (This is America - Part II), de Romano Vanderbes (1980)
- Siamo fatti così - Aiuto!, de Gianni Proia (1980)
- Fangio: Una vita a 300 all'ora (en), de Hugh Hudson et Gualtiero Jacopetti (1981)
- Face à la mort II (Faces of Death II), de John Alan Schwartz (1981)
- Africa dolce e selvaggia (it), d'Angelo et Alfredo Castiglioni (1982)
- Operazione ricchezza (it), de Gualtiero Jacopetti (1983)
- Cannibali domani (it), de Giuseppe Maria Scotese (1983)
- Dimensione violenza (it), de Mario Morra (1983)
- Dolce e selvaggio (it), d'Antonio Climati (1983)
- Turbo Time (it), de James Davis (Antonio Climati) (1983)
- Nudo et crudele, d'Adalberto Albertini (1984)
- Mondo senza veli (it), d'Adalberto Albertini (1985)
- Face à la mort III (Faces of Death III), de John Alan Schwartz (1985)
- Love duro et violento, de Claudio Racca (1985)
- Nudo et crudele 2, d'Adalberto Albertini (1985)
- Mondo proibito, de Chantal Lasbats (1985)
- Mondo cane oggi - L'orrore continua (it), de Stelvio Massi (1986)
- I vizi segreti degli italiani quando credono di non essere visti (it), de Camillo Teti (1987)
- Mondo cane 2000 - L'incredibile (it), de Stelvio Massi et Gabriele Crisanti (it) (1988)
- Mondo New York (it), de Harvey Keith (1988)
- L'Enfer vert (Natura contro), d'Antonio Climati (1988)
- Droga sterco di Dio (it), de Stelvio Massi (1989)
- Mondo ossesso, de Stelvio Massi et Gabriele Crisanti (1989)

### Années 1990
- Face à la mort IV (Faces of Death IV), de John Alan Schwartz (come Conan Le Cilaire) (1990)
- Mondo Cane IV, d'Uwe Schier (1992)
- Mondo Cane V (alias Mondo Cane 5), d'Uwe Schier (1993)
- Face à la mort V (Faces of Death V), d'Uwe Schier (1995)
- Face à la mort VI (Faces of Death VI), d'Uwe Schier (1996)
- Faces of death - Fact or fiction?, de John Alan Schwartz (come Conan Le Cilaire) (1999)

### Années 2000-2010
- Mondo Ford, de Scott Calonico et Ricardo Fratelli - court métrage (2001)
- Marasma Milano, de Giovanni Bufalini (2001)
- Dottor S & Mister S, de Flavio Sciolè et Daniele Sterpetti (2003)
- Oh! uomo (it), de Yervant Gianikian et Angela Ricci Lucchi (2004)
- Viaggio ai confini dell'Eros, de Bruno Mattei (2007)
- Mondo Delirium, de Flavio Sciolè (2011)
- Made in Italy, de Jephta (2012)